# 桑德內斯卡爾文冰原島峰
71°40′S 9°53′E / 71.667°S 9.883°E
桑德內斯卡爾文冰原島峰（英語：Sandneskalven Nunatak）是南極洲的冰原島峰，位於毛德皇后地的阿斯特里德公主海岸，處於桑德內塞特角以東11公里，屬於康拉德山脈的一部分，現時由南極條約體系管理。